# داستان بلند
داستان بلند به گونه‌ای از داستان‌ها گفته می‌شود که خصوصیات رمان و داستان کوتاه را هر دو در خود داشته باشد.
در داستان بلند درست مانند داستان کوتاه معنا از اهمیت بالایی برخوردار بوده و فشردگی معنایی وجود دارد. همچنین شخصیت‌ها و زمان پیوسته در حرکت هستند، تمامی شخصیت‌ها به صورتی هماهنگ در جهت تصویر معناهای اصلی داستان نقش آفرینی می‌کنند و پیرنگ نیز از استحکام و انسجام بالایی برخوردار است.
حال اینکه داستان بلند همچون رمان، شخصیت‌ها را گسترش نمی‌دهد و اما موضوع نیز بیشتر از وضعیتی که در داستان کوتاه دارد در آن گسترده می‌گردد.
پرورش شخصیت و معنا در داستان بلند بیشتر از داستان کوتاه صورت می‌پذیرد و تا اندازه‌ای به خصوصیات رمان نزدیک می‌شود.
اما باید گفت که پرورش شخصیت و معانی در رمان محدودیتی ندارد و دست نویسندهٔ رمان در این اعمال کاملاً باز است. حال اینکه داستان بلند در این راستا محدودیت دارد اما از داستان کوتاه نیز فراتر می‌رود.
در داستان بلند برخلاف داستان کوتاه که معمولاً تمامی شخصیت‌هایش از اهمیت معنایی بالایی برخوردار بوده و همه اصلی هستند شخصیت‌هایی فرعی وجود دارند که خواننده را همیشه به سوی شخصیت‌های اصلی هدایت می‌کنند.
نویسنده در داستان‌های بلند باید تمام خرده روایت‌های داستانی را در خدمت بیان روایت‌های اصلی داستان به کار گیرد. او ابتدا باید شخصیت‌های اصلی داستان را انتخاب نماید و بر اساس معنایی که از آن‌ها باید القا شود شخصیت‌های فرعی را نیز وارد داستان کند و در شعاع حرکت این اشخاص قرار دهد. به گونه‌ای که هر شخصیت فرعی که وارد داستان می‌شود مکملی برای معنای بیانی شخصیت‌های اصلی باشد و در جهت معرفی هرچه بیشتر آن‌ها نقش آفرینی کند…

## عنوان نمونه‌هایی از داستان بلند
آثاری همچون «پیرمرد و دریا» از ارنست همینگوی، «مسخ» از فرانتس کافکا، «مرگ ایوان ایلیچ» از لئو تولستوی و همچنین «بوف کور» از صادق هدایت نمونه‌هایی از داستان بلند هستند.

## نویسندگان بزرگ داستان بلند
لئون تولستوی
فرانتس کافکا
هنری جیمز
ارنست همینگوی
صادق هدایت